# NordVPN
NordVPN es un proveedor de servicios de red privada virtual (RPV) personal. Tiene aplicaciones de escritorio para Windows, macOS y Linux, aplicaciones móviles para Android e iOS, así como una aplicación para Android TV. La configuración manual está disponible para routers inalámbricos, dispositivos NAS y otras plataformas.
NordVPN tiene su sede en Panamá, ya que este país no tiene leyes obligatorias de retención de datos y no forma parte de las alianzas de Five Eyes o Fourteen Eyes.

## Historia
NordVPN fue creada en 2012 por "cuatro amigos de la infancia", como lo indica su sitio web. A fines de mayo de 2016, fue presentada una aplicación para Android, seguida de una aplicación para iOS en junio del mismo año. En octubre de 2017, lanzó una extensión de navegador para Google Chrome. Un año después, en junio de 2018, el servicio lanzó una aplicación para Android TV. A fecha de octubre de 2019, NordVPN operaba más de 7,300 servidores en 118 países.
En marzo de 2019 se informó de que NordVPN recibió una llamada de atención por parte de las autoridades rusas para unirse a un registro de sitios web "baneados" patrocinado por el estado, lo que evitaría que los usuarios rusos de NordVPN eludieran la censura estatal rusa. Según los informes, se le dio a NordVPN un mes de plazo para cumplir o hacer frente al bloqueo de las autoridades rusas. El proveedor declinó cumplir con la solicitud y cerró sus servidores rusos el 1 de abril. Como resultado, NordVPN todavía opera en Rusia, pero sus usuarios rusos no tienen acceso a los servidores locales.
En septiembre de 2019, NordVPN anunció una solución RPV para empresas, llamada NordVPN Teams. La cual está dirigida a pequeñas y medianas empresas, autónomos y equipos remotos que necesiten acceder sus recursos, archivos o elementos de trabajo de forma segura.
En diciembre de 2019, NordVPN se convirtió en uno de los cinco miembros fundadores de la recién creada 'VPN Trust Initiative', prometiendo promover la seguridad en línea, así como una mayor autorregulación y transparencia en la industria.
En agosto de 2020, Troy Hunt, un experto australiano en seguridad web y fundador de Have I Been Pwned?, anunció una asociación con NordVPN como asesor estratégico. En su blog, Hunt describió este papel como "trabajar con NordVPN en sus herramientas y mensajes con el fin de ayudarles a hacer un gran producto aún mejor".
En 2022, NordVPN cerró sus servidores físicos en India en respuesta a la orden del CERT-In para que las empresas de VPN almacenen los datos personales de los consumidores durante un periodo de cinco años.
En abril de 2022, la empresa matriz de NordVPN, Nord Security, recaudó 100 millones de dólares en una ronda de financiación liderada por Novator. La valoración de la empresa alcanzó los 1.600 millones de dólares.

## Tecnología
NordVPN enruta todo el tráfico de Internet de los usuarios a través de un servidor remoto gestionado por el servicio, ocultando así su dirección IP y cifrando todos los datos entrantes y salientes. Para el cifrado, NordVPN ha estado utilizando las tecnologías OpenVPN e Internet Key Exchange v2/IPsec en sus aplicaciones y también introdujo su tecnología propietaria NordLynx en 2019. NordLynx es una herramienta VPN basada en el protocolo WireGuard, que busca un mejor rendimiento que los protocolos de túnel IPsec y OpenVPN. Según las pruebas realizadas por Wired UK, NordLynx produce "aumentos de velocidad de cientos de MB/s en algunas condiciones."
En abril de 2020, NordVPN anunció un despliegue gradual del protocolo NordLynx basado en WireGuard en todas sus plataformas. La implementación más amplia fue precedida por un total de 256.886 pruebas, que incluyeron 47 máquinas virtuales en nueve proveedores diferentes, en 19 ciudades y ocho países. Las pruebas mostraron velocidades medias de descarga y subida superiores tanto a OpenVPN como a IKEv2.

## Características
NordVPN dirige el tráfico de Internet de todos los usuarios a través de un servidor remoto administrado por el servicio, ocultando así su dirección IP y encriptando todos los datos entrantes y salientes. Para el cifrado, NordVPN utiliza en sus aplicaciones las tecnologías OpenVPN e Internet Key Exchange v2 / IPsec. A esto se suma el nuevo protocolo NordLynx, que es lo último en protocolos de encriptación. Además de los servidores RPV de uso general, el proveedor ofrece servidores para fines específicos, entre los que se incluye compartir P2P, doble encriptación y conexión a la red de anonimato Tor. Hubo una época en que NordVPN utilizaba conexiones L2TP/IPSec y Protocolo de túnel punto a punto (PPTP) para routers, pero luego se dejaron de usar, ya que eran en gran parte obsoletas e inseguras.
Por otra parte, NordVPN cuenta con aplicaciones de escritorio para Windows, macOS y Linux, así como aplicaciones móviles para Android e iOS y la aplicación de Android TV. Los suscriptores también obtienen acceso a extensiones proxy cifradas para los navegadores Chrome y Firefox. En noviembre de 2018, NordVPN afirmó que su política de no registro fue verificada a través de una inspección llevaba a cabo por PricewaterhouseCoopers AG.
En julio de 2019, NordVPN lanzó NordLynx, una nueva herramienta RPV basada en el protocolo experimental WireGuard, que apunta a un mejor rendimiento que los protocolos de túnel IPsec y OpenVPN. NordLynx está disponible para usuarios de Linux y, según las pruebas realizadas por Wired UK, produce "aumentos de velocidad de cientos de MB/s en algunas condiciones".

## Recepción
El 22 de enero de 2020 PCWorld, web sobre tecnología y software, resaltó las cualidades de NordVPN en su artículo “Las 10 mejores VPN”, posicionándolo como el software número uno de este tipo y destacando principalmente sus características “kill swich” y “ad-blocker”, mencionando además su bajo precio. Por otro lado, Adslzone, una de las páginas web españolas sobre tecnología más visitadas  hoy en día , coloca a NordVPN como la primera del mercado gracias a sus políticas y protocolos de privacidad, sus herramientas anti-malware y su capacidad para sobrepasar restricciones geográficas. Además, el 2 de julio de 2020, NordVPN publicó en la versión española de su sitio web un artículo detallado que explica cómo se ha demostrado por medio de una auditoría, y por segunda vez consecutiva, que su política de no registros es real y por lo tanto no almacenan en ningún caso datos personales de sus usuarios.